# Napoleon kot Mars Mirovnik
Napoleon kot Mars Mirovnik je gromozanski junaški goli kip Napoleona I. italijanskega umetnika Antonia Canove, v podobi rimskega boga Marsa. V desni roki drži pozlačeno Nike ali Viktorija, ki stoji na krogli, v levi pa palico. Izdelan je bil med letoma 1802 in 1806 in stoji 3,45 metra od dvignjene leve roke. Ko je bil na ogled v pariškem Louvru, ga je leta 1816 od  Ludvika XVIII. kupila britanska vlada, ki ga je podelila vojvodi Wellingtonu. Zdaj je na ogled na stopnišču Roberta Adama v vojvodovi londonski rezidenci, Apsley House.

## Zgodovina
Na Napoleonovo osebno in vztrajno zahtevo je Canova leta 1802 odšel v Pariz, da bi izdelal njegov doprsni kip. Leta 1803, po vrnitvi v Rim, je začel delati na celopostavnem kipu; dokončan je bil leta 1806. Njegova idealizirana gola postava se naslanja na Avgustovo ikonografijo in je bila vedno namenjena za notranjo postavitev vhodne dvorane in ne kot samostoječa skulptura na trgu, čeprav nekatera poročila navajajo središče dvorišča Palazzo del Senato kot prvotno predvideno mesto za skulpturo, po načrtih, ki jih je pripravil arhitekt Luigi Canonica. Francoski veleposlanik v Rimu François Cacault in direktor francoskih muzejev Vivant Denon sta si skulpturo ogledala, ko je bila še delo v teku: Cacault je leta 1803 zapisal, da »mora postati najpopolnejše delo tega stoletja«, Denon pa je pisal Napoleonu. leta 1806, da sodi v zaprt prostor Musée Napoléon »med cesarje in v nišo, kjer je Laocoon, na tak način, da bi bil prvi predmet, ki ga človek vidi ob vstopu«. Konec leta 1810 je bila skulptura prepeljana v Francijo in 1. januarja 1811 prispela v Pariz.  Ko jo je tam aprila 1811 videl Napoleon, je ni hotel sprejeti, označil jo je za »preveč atletsko« in javnosti prepovedal ogled.
Do leta 1814 je bila skulptura v Salle des Hommes Illustres, skrita za platnenim zaslonom, kjer jo je verjetno prvi videl Wellington. V dobi po bitki pri Waterlooju je Canova, ki je še vedno veljal za najboljšega živečega umetnika, saj so po njegovih delih veliko povpraševali predvsem angleški meceni, podpiral vrnitev izropanih skulptur iz Napoléonovega muzeja v njihove prvotne zbirke. Musée Napoléon je ponovno postal Louvre in njegove izropane skulpture, kot je Apolon Belvederski, so bile vrnjene v svoje prvotne zbirke. Razpravljalo se je tudi o odstranitvi Napoleona in Canova je ponudil ponovni odkup. Leta 1816 je bil prodan britanski vladi za 66.000 frankov (takrat manj kot 3000 funtov), ki jih je Louvre porabil za ponovno postavitev svoje Salle des Antiques. Dela Canove je vojvoda že zbiral in princ regent mu jih je podaril pozneje istega leta. Leta 1817 so ga prestavili na stopnišče v hiši Apsley, kjer so tla pod kipom posebej utrdili, da bi lahko prenesla dodatno težo. Tam je še vedno na ogled.

## Bron v Milanu
Leta 1811 sta Francesco Righetti in njegov sin Luigi vlila bronasto kopijo kipa v Rimu z uporabo brona iz topov Angelskega gradu v Rimu. Prejšnji poskus ulivanja kipa ni uspel. Od leta 1859 bron stoji na glavnem dvorišču Palazzo Brera, domu Accademia di Belle Arti di Brera in Pinacoteca di Brera, v Milanu v Lombardiji v severni Italiji. Sprva je bil na začasnem podstavku; ki je bil leta 1864 nadomeščen s sedanjim, ki ga je zasnoval Luigi Bisi, iz granita in carrarskega marmorja, z bronastimi okraski. Pozlačena bronasta krilata Viktorija na globusu v desni roki figure je bila ukradena 25. oktobra 1978; v 1980-ih je bila zamenjana z repliko.

## Mavčni odlitki
Kljub slabemu sprejemu marmornega kipa ga je Canova dal uliti v mavec. Izdelanih je bilo pet kopij, ki so bile namenjene Accademie di Belle Arti v Italiji. Najbolje ohranjen od teh je zdaj, po restavriranju v Firencah, v Pinacoteca di Brera. Sprva je bil poslan, razdeljen na osem delov, v Padovo; vendar ni bil plačan in je ostal v embalaži. Kupil ga je Napoleonov pastorek, podkralj Eugène de Beauharnais, in je bil od leta 1809 do 1814 na ogled v Galleria Reale v Palazzo Brera. Po padcu Napoleona je bil prestavljen v skladišča Akademije, kjer je ostal do 2008. Restavriran je bil in postavljen v Pinacoteca di Brera leta 2009 ob dvestoletnici galerije.

## Druga literatura
- Sewell, Brian (14. december 2007). »Seven wonders of London«. Evening Standard.
- Christopher M. S. Johns, 'Portrait Mythology: Antonio Canova's Portraits of the Bonapartes', Eighteenth-Century Studies, Vol. 28, No. 1 (Autumn, 1994), pp. 115–129 (available on JSTOR 2739227)